# Haplospiza
Haplospiza és un gènere d'ocells de la família dels tràupids (Thraupidae).

## Taxonomia
Segons la Classificació del Congrés Ornitològic Internacional (versió 14.2, 2024) aquest gènere està format per dues espècies:
- Frigil pissarrós (Haplospiza rustica Tschudi, 1844)
- Frigil unicolor (Haplospiza unicolor Cabanis, 1851)